# Allmogekeramik
Allmogekeramik är den keramik, oftast lergods, som folk på landet använde förr i världen, bruksgods såsom skålar och spilkumar, pottor, fat, tillbringare, muggar och stop, ljusstakar och ljusstöpor, tallrikar och silar, krus och krukor.
"Allmoge" betyder egentligen "alla"  det vill säga "alla sorters människor". Ordet allmoge har mestadels använts för att beteckna "folk som levde på landsbygden". Man talar till exempel om allmogedräkt och då menar man den sorts kläder som användes på landet förr i tiden. Allmogekonst är olika typer av konsthantverk, inredningsföremål, textil, järnsmide, trähantverk,möbler mm.
Keramiken, det vill säga "lergodset", utfördes ofta av mindre verkstäder antingen på landet eller i tätorterna. Den skånska allmogekeramiken har blivit ett populärt samlarområde. Flera orter i Skåne hade redan under slutet av 1600-talet och i början av 1700-talet duktiga krukmakare, "pottemagare". Så fanns det i sydvästra Skåne flera kända verkstäder i trakten runt Trelleborg, Västra Alstad (Mariebergs lervarufabrik) och Svedala. I sydöstra Skåne fanns duktiga krukmakare i Ystad med omnejd och Simrishamn med kringliggande orter, Smedstorp, Heinge, Lövestad och Sjöbo. Den viktigaste krukmakarorten var Ängelholm som räknas som nummer ett på en så kallad tio-i-topplista över svenskt tidigt krukmakeri. Kvidinge i Rönneådalen är känd för sitt fina krukmakeri. Även i nordöstra delen av landskapet fanns bra tillgång på lera och följaktligen fanns det krukmakare även där. 
Krukmakarnas alster såldes på marknader, torgdagar och direkt från verkstäderna.